# Komodaru

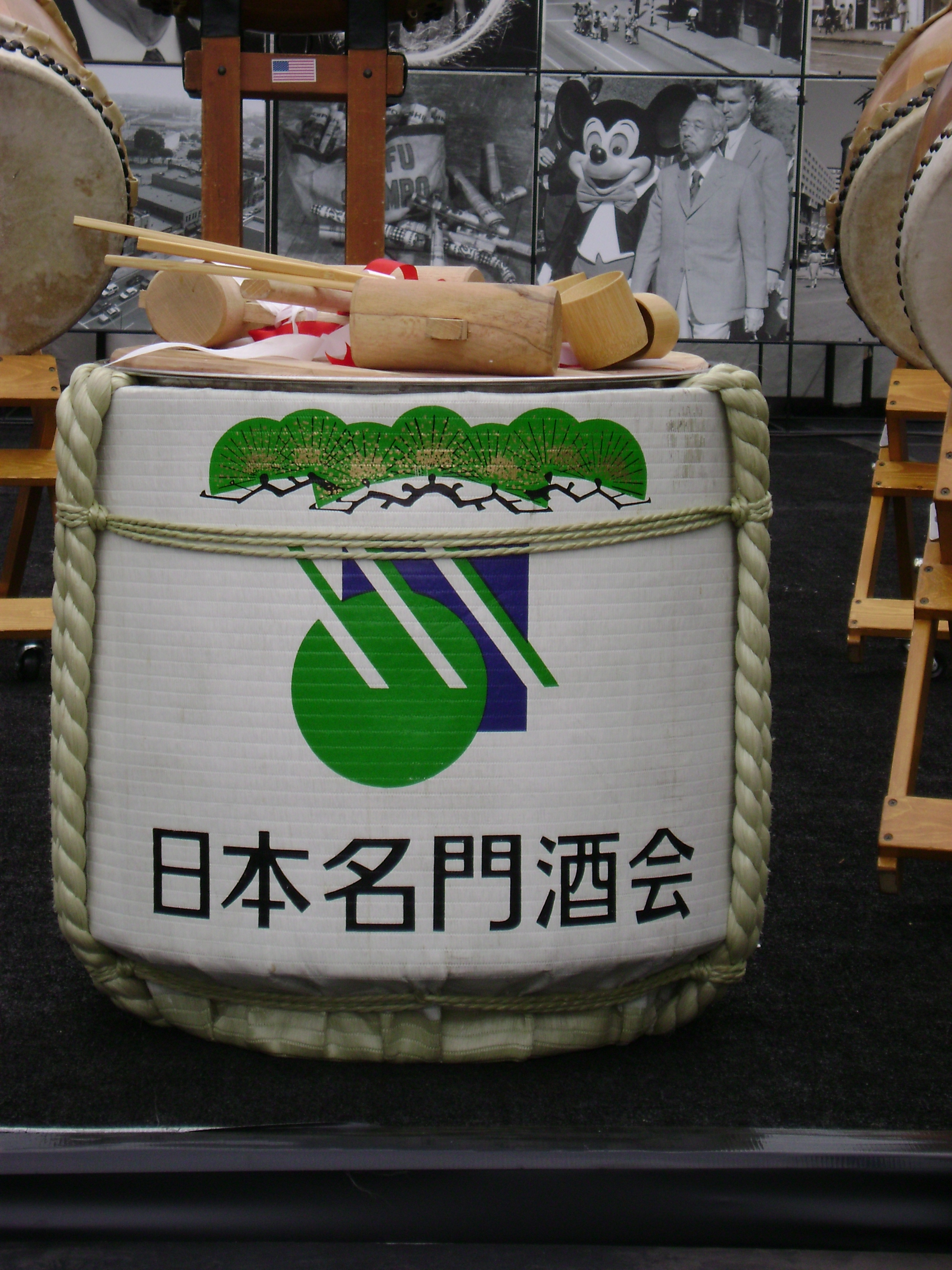
Shochikubai Komodaru (barril de estera de paja) de sake antes del kagami biraki.

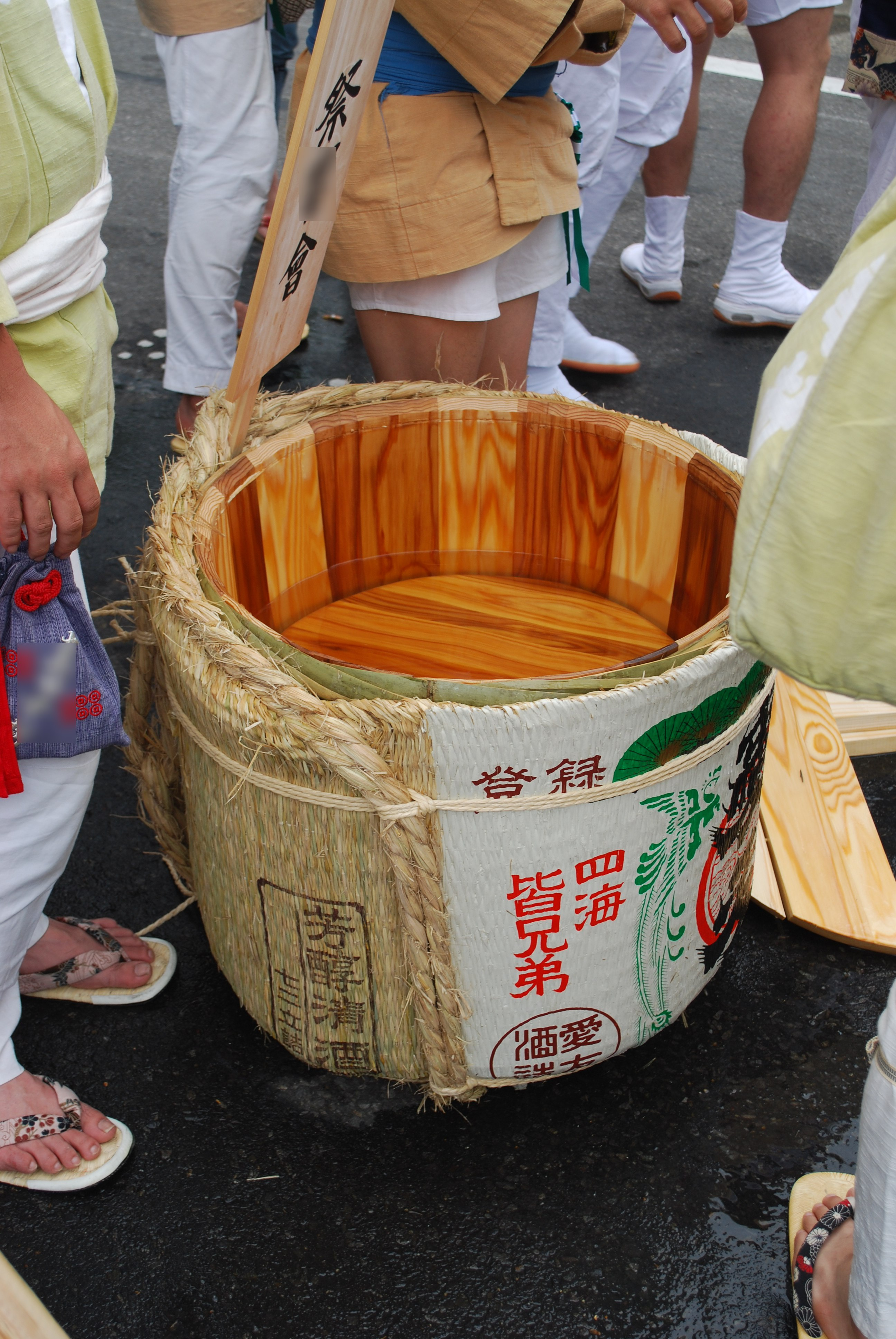
Un komodaru abierto con su doble fondo.

Un komodaru (en japonés: 菰樽) o sakadaru (en japonés: 酒樽) es un barril de madera para almacenar sake, un tipo de bebida alcohólica preparada de una fermentación hecha a partir del arroz tradicional japonés, los komudarus se utilizan para las ceremonias tradicionales japonesas, para el kagami biraki en eventos auspiciosos en Japón, como bodas y celebraciones. Su historia se remonta al período Edo, durante más de trescientos cincuenta años. Fabricadas siempre en madera de cedro, las hay de varios tamaños y capacidades, con frecuencia del mismo tamaño de barril, pero con diferente capacidad (reducida a la mitad o tres cuartas partes) gracias a un sistema de doble fondo (agezoku) que reduce la altura interna ):
- Odaru  :
  - 18 litros (40 cm de diámetro y altura) o 1 a (斗 o 18,04 l)
  - 36 litros (50 cm de diámetro y altura) o de 2 a
  - 72 litros (60 cm de diámetro y altura) o de 4 a
- Mamadaru  :
  - 300 mililitros (10,5 cm x 10,5 cm)
  - 900 mililitros (14 cm x 14 cm)
  - 1,8 litros (18 cm x 18 cm)
  - 3,6 litros (22 cm x 22 cm)

Luego se utilizan pequeños accesorios: tatefuda (立て札) (o iriyama ), una tabla de madera que sirve como letrero o anuncio decorativo; kiduchi (木槌), un martillo de madera necesario para romper la tapa; takejaku (竹杓), una cuchara de bambú para verter sake en un masu para degustarlo; kanehara, una espátula de metal.
El komodaru siempre se cubre con un colchón y una cuerda de paja de arroz, para protegerlo del mal tiempo. Estos barriles también están destinados a las ofrendas en los templos sintoístas donde están expuestos (vacíos) y donde luego se les llama kazaridaru . 
Durante el período Edo, el sake se transportaba desde Kamigata (la región de Kinai que incluye a Osaka y Kioto) a Edo. En particular, se decía que el sake de Nada, Itami y Fushimi tenía una buena reputación como kudari-zake.

## Historia
En un principio, los barriles de nito (barriles de 36 litros) se distribuían a caballo y se transportaban por tierra, o por mar en cargueros Higaki junto con otros productos. Sin embargo, con la aparición de los cargueros de barriles especializados en el transporte de licor, que pueden transportarse en un corto período de tiempo, el transporte marítimo se convirtió en la corriente principal. Por esta época, el tamaño de la barrica también aumentó, convirtiéndose en la barrica Shito (tamaño de 72 litros). El daño al barril de sake es un problema a medida que crece el barril. Se dice que el origen del Komokaburitaru es envolver con musgo los barriles de sake para evitar que se rompan.
Durante el período Edo, el sake de alta calidad de Kamigata (la región de Kinai que incluye a Osaka y Kioto), especialmente de Nada e Itami, se enviaba a Edo como kudarizake. Desde entonces, el sake se guarda en barriles de cedro y los barriles de nito (36 litros) se transportan a lomos de caballos. Después de un tiempo, los barcos que podían transportar grandes cantidades de sake se convirtieron rápidamente en la corriente principal, y se creó el "Taru Kaisen", un barco especializado en el transporte de barriles de sake. Hay constancia de que en 1821 se transportaron más de 1.000.000 de barriles de shito (72 litros), lo que supone cerca del 80% del licor consumido en Edo.

## Galeria

KOMODARU
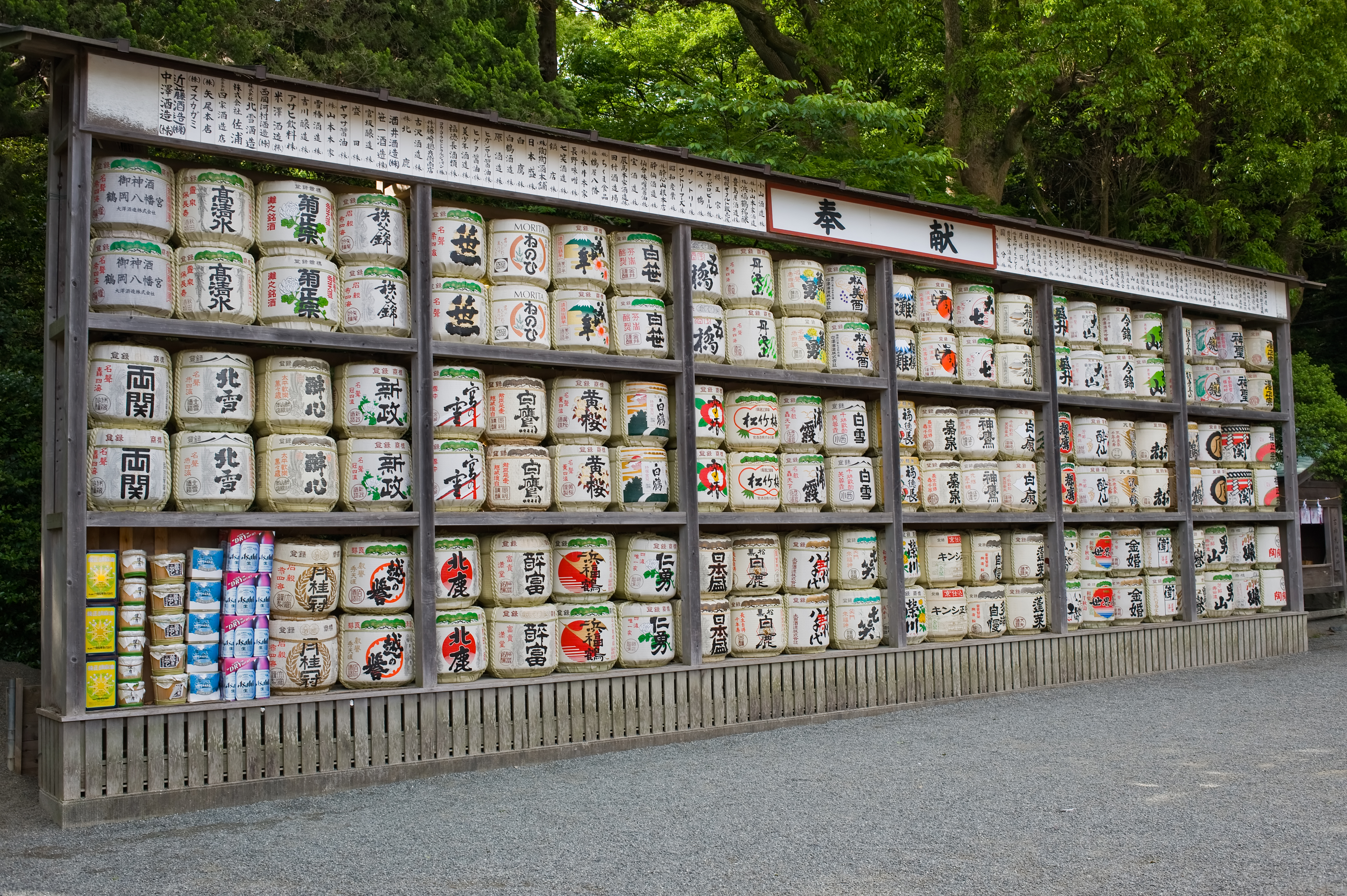
Barriles de sake como ofrenda en el santuario sintoísta Tsurugaoka Hachiman-gū.
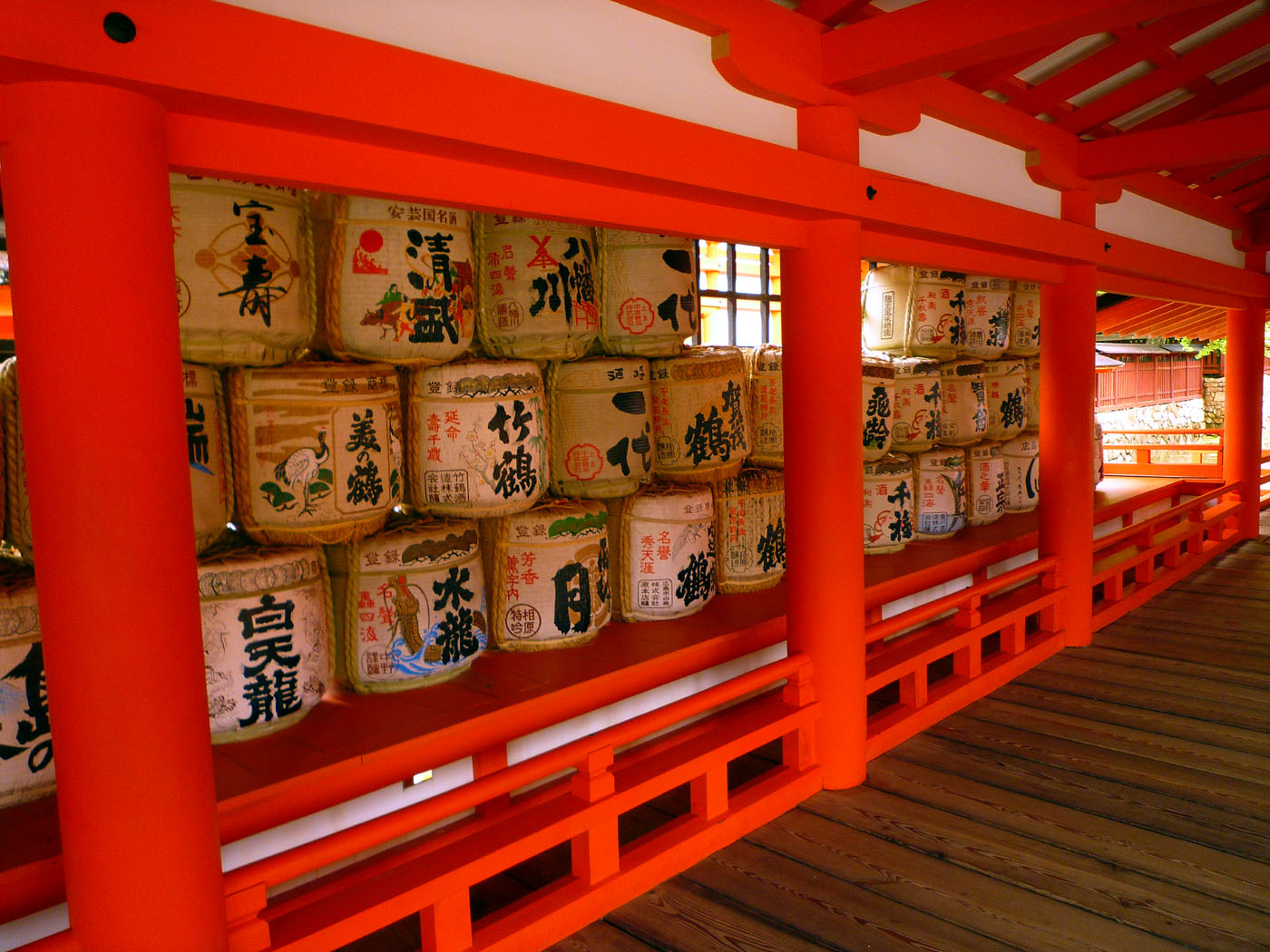
Komodaru en el Santuario Itsukushima (Miyajima, Hiroshima, Japón).
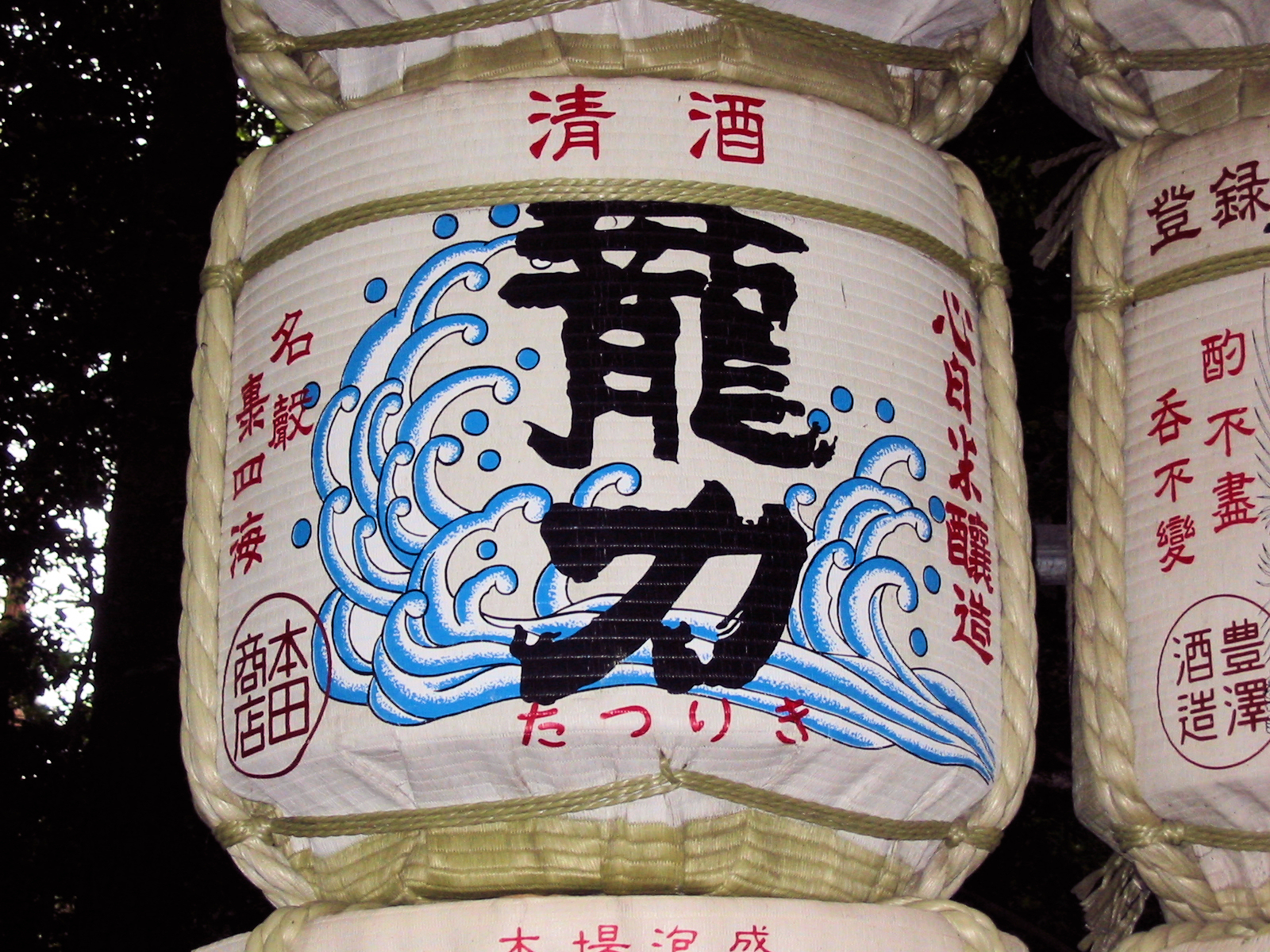
Komodaru (barriles de sake) como ofrenda en el templo Meiji-jingu en Tokio.